# Sylvain Ripoll
Sylvain Ripoll (Rennes, 15 de agosto de 1971) es un exfutbolista y entrenador de fútbol francés. Actualmente dirige al EA Guingamp de la Ligue 2.

## Carrera como jugador
En su etapa como futbolista, Ripoll jugaba de lateral derecho o de medio defensivo. Desarrolló los primeros años de su carrera en el equipo de su ciudad, el Stade Rennes, en cuyas categorías inferiores se formó y con el que debutó a nivel profesional en 1990. Tuvo un breve intervalo vistiendo la camiseta del Le Mans UC en calidad de cedido antes de irse al FC Lorient en 1995, donde se retiró en 2003, viviendo dos descensos y dos ascensos de categoría.

## Carrera como entrenador
Asistente en el Lorient
El mismo año en el que colgó las botas, se convirtió en asistente de Christian Gourcuff en el FC Lorient, que había pedido un hombre de confianza para ser su mano derecha en el banquillo.
Primer entrenador del Lorient
Tras 11 años a su lado, en mayo de 2014, Christian Gourcuff rechaza la renovación, por lo que el FC Lorient confía en Ripoll para ser su sucesor al mando del equipo. Debutó con éxito dirigiendo al Lorient al ganar por 1-2 al AS Mónaco en el Stade Louis II. A pesar de las salidas de jugadores importantes como Vincent Aboubakar o Jérémie Aliadière, Ripoll se mantuvo fiel al sistema 4-4-2 que había implementado su predecesor, y aunque fue de más a menos, el equipo bretón terminó la primera vuelta de la Ligue 1 2014-15 en 15º puesto, fuera de la zona de descenso. La segunda parte del campeonato fue parecida y se selló la salvación en la penúltima jornada.
Su segunda temporada al frente del FC Lorient comenzaba con mal pie, ya que sólo pudo obtener 2 puntos en las 4 primeras jornadas de la Ligue 1 2015-16, situándose en puestos de descenso, aunque tres victorias consecutivas calmaron la situación. Tras concluir la primera vuelta del torneo en una cómoda 8ª posición, el club renovó el contrato del técnico por tres años más. El 30 de abril de 2016, pese a perder su partido contra el Lille, obtuvo la permanencia de forma matemática a falta de 2 jornadas para el término del campeonato.
En la Ligue 1 2016-17, el Lorient volvió a sufrir un mal inicio de temporada, con 6 derrotas en las 8 primeras jornadas. Tras volver a perder otros dos partidos, la cifra aumentó a 8 en 10 partidos, cayendo a la última posición de la tabla en lo que suponía el peor comienzo de la historia del equipo en la máxima categoría. Finalmente, el 23 de octubre de 2016, el club anunció la destitución de Ripoll.
Selección sub-21
El 11 de mayo de 2017, se convirtió en el nuevo seleccionador sub-21 de Francia. El 31 de julio de 2023, tras la eliminación en la Eurocopa sub-21, fue cesado en sus funciones.
EA Guingamp
El 29 de mayo de 2024, fue confirmado como nuevo entrenador del EA Guingamp.

## Clubes

### Como jugador
| Club         | País    | Año       | Partidos | Goles |
| ------------ | ------- | --------- | -------- | ----- |
| Stade Rennes | Francia | 1990-1994 | 77       | 0     |
| Le Mans UC   | Francia | 1994-1995 | 33       | 1     |
| FC Lorient   | Francia | 1995-2003 | 207      | 4     |

### Como entrenador
| Club                                  | País    | Año       | P  | PG | PE | PP | % v.  |
| ------------------------------------- | ------- | --------- | -- | -- | -- | -- | ----- |
| FC Lorient                            | Francia | 2014-2016 | 97 | 32 | 20 | 45 | 32.99 |
| Selección de fútbol sub-21 de Francia | Francia | 2017-2023 | 60 | 39 | 12 | 9  | 65    |
| EA Guingamp                           | Francia | 2024-     |    |    |    |    |       |
| Fuente                                |         |           |    |    |    |    |       |